# Jessie Ware
Jessica "Jessie" Lois Ware (Londen, 15 oktober 1984) is een Britse singer-songwriter. Ze schreef mee aan het nummer New Man van Ed Sheeran en zong op platen van onder meer SBTRKT.

## Biografie
Ware werd geboren in Hammersmith en is vervolgens opgegroeid in Clapham, een voorstad van Londen. Ze is de dochter van John Ware, een presentator van de BBC. Haar oudere zus Hannah Ware is model en actrice, bekend van de film Cop Out.
In 2012 verscheen haar debuutalbum Devotion met de hitsingles Running, If You're Never Gonna Move, Sweet Talk, Wildest Moments, Night Light en Imagine It Was Us.
In oktober 2017 bracht Ware haar derde album uit ;Glasshouse. Datzelfde jaar presenteerde ze met haar moeder de food-podcast Table Manners.
In november 2019 was ze een van de co-presentatoren van het muziekprogramma Later with Jools Holland.
Op 27 juni 2020 verscheen haar vierde album; What's Your Pleasure ontving lovende recensies en haalde de derde plaats in de Britse albumlijst. Van dit album werd de single Remember Where You Are begin 2021 een kleine hit. In 2023 verscheen Ware's vijfde album That! Feels Good!, wat in de zomer van 2022 al voorafgegaan werd met de single Free Yourself.

## Discografie

### Hitlijsten
| Single met eventuele hitnotering(en) in de Nederlandse Top 40 | Datum van verschijnen | Datum van binnenkomst | Hoogste positie | Aantal weken | Opmerkingen |
| ------------------------------------------------------------- | --------------------- | --------------------- | --------------- | ------------ | ----------- |
| Free Yourself                                                 | 2022                  |                       | tip20           |              |             |

### Singles
- Devotion (2012)
- Tough Love (2014)
- Glasshouse (2017)
- What's Your Pleasure? (2020)
- That! Feels Good! (2023)